# Victoria Open 2018
Die Victoria Open 2018 im Badminton fanden vom 1. bis zum 2. Dezember 2018 in Albert Park statt.

## Sieger und Platzierte
| Disziplin    | Gold                           | Silber                          | Bronze                    |
| ------------ | ------------------------------ | ------------------------------- | ------------------------- |
| Herreneinzel | Ashwant Gobinathan             | Nathan Tang                     | Peter Yan                 |
| Herreneinzel | Ashwant Gobinathan             | Nathan Tang                     | Jonathan Wong             |
| Dameneinzel  | Jiang Yingzi                   | Louisa Ma                       | Tiffany Ho                |
| Dameneinzel  | Jiang Yingzi                   | Louisa Ma                       | Jennifer Tam              |
| Herrendoppel | Matthew Chau Lim Ming Chuen    | Rizwan Azam Kenneth Choo        | Tang Huaidong Eric Vuong  |
| Herrendoppel | Matthew Chau Lim Ming Chuen    | Rizwan Azam Kenneth Choo        | Luke Chong Joel Findlay   |
| Damendoppel  | Joyce Choong Gronya Somerville | Sylvinna Kurniawan Jennifer Tam | Shu Jiali Yuki Ruiyu Zeng |
| Damendoppel  | Joyce Choong Gronya Somerville | Sylvinna Kurniawan Jennifer Tam | Khoo Lee Yen Joy Lai      |
| Mixed        | Lim Ming Chuen Jiang Yingzi    | Kenneth Choo Gronya Somerville  | Matthew Chau Joyce Choong |
| Mixed        | Lim Ming Chuen Jiang Yingzi    | Kenneth Choo Gronya Somerville  | Boris Ma Louisa Ma        |